# Schlankmangusten
Die Schlankmangusten (Galerella) sind eine Raubtiergattung aus der Familie der Mangusten (Herpestidae). Die Gattung umfasst vier in Afrika lebende Arten. Da die vier Arten sehr nah mit dem Ichneumon (Herpestes ichneumon), der Typusart der Gattung Herpestes, verwandt sind, werden sie heute in die Gattung Herpestes gestellt.

## Körperbau
Schlankmangusten ähneln den Tieren der Gattung Herpestes, sind aber etwas kleiner und weisen Unterschiede im Bau des Schädels und der Zähne auf. Schlankmangusten erreichen eine Kopfrumpflänge von 27 bis 42 Zentimeter, eine Schwanzlänge von 21 bis 34 Zentimeter und ein Gewicht von 0,4 bis 1,3 Kilogramm. Alle vier Arten sind etwa gleich groß. Ihr Körperbau ist schlank und langgestreckt, die Beine sind relativ kurz. Die Färbung ihres Felles variiert von gelblich bis graubraun, die Unterseite ist meist heller.

## Lebensweise
Diese Tiere bewohnen eine Reihe von Habitaten, darunter lichte Wälder, Grasländer und Halbwüsten, sie meiden allerdings dichte Wälder und Wüsten. Sie sind tagaktiv und halten sich vorwiegend am Boden auf, können aber gut klettern und schwimmen. In der Mittagshitze und zur Nachtruhe ziehen sie sich in hohle Baumstämme oder Erdbaue zurück. Sie leben entweder einzelgängerisch oder in kleinen Familiengruppen.

## Nahrung
Die Nahrung der Schlankmangusten besteht aus kleinen Wirbeltieren (wie Kleinsäugern, Vögeln, Echsen und Schlangen) sowie Insekten und anderen Wirbellosen. Früchte nehmen sie kaum zu sich.

## Fortpflanzung
Einmal oder mehrmals im Jahr bringt das Weibchen nach rund 60-tägiger Tragzeit ein bis drei Jungtiere zur Welt. Diese werden rund 50 bis 65 Tage gesäugt und erreichen die Geschlechtsreife zwischen einem und zwei Jahren.

## Systematik
- Die Schlankmanguste (Herpestes sanguineus[5]) ist die bekannteste Art. Sie ist im gesamten Afrika südlich der Sahara (mit Ausnahme von Wüsten und dichten Waldgebieten) verbreitet. Ihr Fellfärbung variiert von rötlich über gelblich bis grau. Die manchmal in den Rang einer Art erhobene Namaqua-Manguste (Galerella swalius) dürfte nur eine Unterart der Schlankmanguste sein.
- Die Somali-Manguste (Herpestes ochraceus[6]) wird manchmal als Unterart der Schlankmanguste geführt. Sie ist in Somalia endemisch.
- Die Kaokoveld-Schlankmanguste (Herpestes flavescens[7]) ist in Angola und Namibia beheimatet. Über ihre Lebensweise ist kaum etwas bekannt.
- Die Kapmanguste (Herpestes pulverulentus[8]) lebt im äußersten Süden Afrikas, in Südafrika und Lesotho. Sie ist durch ein dunkelgraues Fell charakterisiert.

## Gefährdungssituation
Die vier Arten dieser Gattung werden von der Weltnaturschutzunion IUCN in der Roten Liste gefährdeter Arten geführt, allerdings sind alle als nicht gefährdet („Least Concern“) bezeichnet.